# 万燝
万 燝（ばん けい、生年不詳 - 1624年）は、明代の官僚。字は闇夫。本貫は南昌府新建県。

## 生涯
兵部侍郎の万恭の孫にあたる。若くして学問を好み、名声と品行を高めようと努力した。1616年（万暦44年）、進士に及第し、刑部主事に任じられた。1621年（天啓元年）、工部営繕主事に転じ、北京城の9カ所の城門城壁の整備や江南での銅の取引を監督した。虞衡員外郎に転じ、銭幣鋳造をつかさどった。ときに泰昌帝の墓陵である慶陵の工事に予算がつかず、竣工していなかった。万燝は内府の管轄に廃銅が山積しているのを知っており、これを徴発して鋳銭を助けようと、内官監に通達して言上させた。魏忠賢がこれに怒って、天啓帝の旨と称して譴責させた。まもなく万燝は屯田郎中に進み、陵務を監督した。
1624年（天啓4年）、廷臣の楊漣らが国政を専断する魏忠賢を弾劾したが、天啓帝の反応は厳しいものであった。万燝はこれに憤慨して魏忠賢を擁護する天啓帝を諫める上疏をおこなった。魏忠賢は激怒し、天啓帝の旨と偽って万燝に廷杖100の罰を加え、官籍から削って民とした。万燝を弁護する官僚は複数いたが、いずれも聞き入れられなかった。
魏忠賢は自分を弾劾する廷臣たちへの見せしめにするため、宦官たちに命じて万燝の邸を包囲し、集団で万燝を殴打させた。7月7日、万燝は死去した。
万燝の死後も魏忠賢の恨みはやまず、賄賂300を蔵匿したと誣告されて罪を着せられた。1628年（崇禎元年）、名誉を回復されて光禄寺卿の位を追贈された。南明の福王政権のとき、忠貞と追諡された。